# 卡柳梅特 (明尼蘇達州)
卡柳梅特（英語：Calumet，/kæljuˈmɛt/ kal-yoo-MET）是一個位於美國明尼蘇達州艾塔斯卡縣的城市。

## 人口
根據2020年美國人口普查的數據，卡柳梅特的面積為4.86平方千米，當中陸地面積為4.66平方千米，而水域面積為0.20平方千米。當地共有人口334人，而人口密度為每平方千米69人。